# Tobré
Tobré est l'un des trois arrondissements de la commune de Péhunco dans le département de l'Atacora au Bénin.

## Géographie
L'arrondissement de Tobré est situé au nord-ouest du Bénin et compte 16 villages que sont Bana, Gonri, Guimbererou, Ouassa Kika, Mare Orougan, Nimgoussourou, Sinaou, Tobre, Tonri , Ouassa Maro. boudé ,gountia, sinou, seké  et tissirou

## Histoire
TOBRÉ est fondé par les baribas chasseurs autochtones venu de sinendé.  Le nom tobré signifie ( tooré n' kparou ) village du flecheur..
                            
```
                              ROYAUME 
 le royaume de tobré fut fondé en 1883 par un prince héritier du royaume des BAGANA DE KOUANDE  du nom de MANSA KOSSIA. 
  En effet MANSA KOSSIA qui a vu son père ( bagana bio DOKO fils de WOROU WARI 1er )mort après trois mois de règne , décida de quitter KOUANDE pour éviter ce triste sort. Accompagné par son jeune frère c'était pour aller créer leur royaume dans leur village maternelle à KOSSIA dans la commune de SINENDE. Ils avaient déjà leur part d'héritage Royal ( trompettes , étriers,rasoirs et autres) c'est ainsi dans leurs parcours, le royaume de KOUANDE resta vacant et comme c'était le tour des fils  héritiers de bagana bio DOKO, le collège électoral du royaume alla à leur suite pour leurs notifier cela. Ainsi c'est à tobré qu'ils ont été rattrapé. Après l'information : MANSA KOSSIA renonça à l'offre et parla en ses termes : ( KO ka mini sourouko) je vais me patienter de ce lieu-ci (tobré) d'où le nom royal OROU SOUROU TOKOBOU . TOKOBOU parce qu'il était vieux 
      OROU SOUROU TOKOBOU fait partir des rois au nord Bénin qui ce sont opposés à limperialiste français tellement qu'il a été déporté par trois fois et ramené par le même côlon d'où le nom ( bada bawourama) il a fait 33 ans de règne.
    Depuis lors, sept rois ce sont succédé  le dernier eétant BIO DOKO DODONOU 2 intronisé en 2013. quand un KPAÏ règne il porte le nom WOROU SOUROU si c'est un WOURE il porte le nom BIO DOKO 
                             
                            
                           LISTE DES ROIS
```

OUOROU SOUROU TOKOBOU. 1883 à 1918
BIO DOKO DODONOU.               1918 à 1931
OROU SOUROU ALFA.                1931 à 1947
BIO DOKO bouro ka sannou.     1947 à 1957
BIO DOKO barassa.                     1957 à 1988
OROU SOUROU Yorou woré.      1988 à 2010
BIO DOKO DODONOU 2.             2013 à nos jours
```
                                     Issifou YAROU KORA
```

## Démographie
Selon le recensement de la population de 2013 conduit par l'Institut national de la statistique et de l'analyse économique (INSAE), Tobré compte 25860 habitants  .